# Kjukjurtlju
Der Kjukjurtlju (russisch Кюкюртлю, karatschai-balkarisch gleiche Schreibung, Aussprache hier aber Kükürtlü = „Der Schwefelige“, englisch Kukurtlu Dome) ist ein 4978 m hoher Berg im russischen Teil des Kaukasus. Er befindet sich in der Republik Karatschai-Tscherkessien, nördlich der Grenze zu Georgien und westlich der Grenze zu Kabardino-Balkarien. Er ist der Dominanz-Referenzpunkt für den höchsten Berg der Alpen, den Mont Blanc.
Der Berg befindet sich an der Westschulter des Elbrus und fällt mit einer 600 Meter hohen, fast senkrechten Wand gegen Westen ab. Der höchste Punkt dieser Wand mit 4639 m wird in russischen Publikationen meist auch als die Höhe des Kjukjurtlju angegeben und nicht die Kuppe des Berges.
Über den Südrücken dieses Gipfels führt eine selten begangene Route auf den Elbrus. Gestartet wird, wie auch bei der „Südroute“ des Elbrus, am Ende des Baksan-Tals in Asau. Im Gegensatz zur Normalroute gibt es keine Stützpunkte. Die gesamte Ausrüstung und Verpflegung müssen die Bergsteiger selbst tragen. Mit 45° im Eis und Firn und zweitem Schwierigkeitsgrad im Fels halten sich die Schwierigkeiten in Grenzen. Dafür muss man den Weg durch vergletschertes Gelände selbständig finden.